# Litkey Bence
Litkey Bence (Ócsa, 1942. március 26. – Csopak közelében, 2011. június 18.) többszörös magyar bajnok, olimpikon vitorlázó, festőművész.

## Élete

### Magánélete
Apja festőművész és rajztanár; fiai – a tizenegyszeres Kékszalag-győztes – Farkas (* 1966), Botond, Vazul, Balmaz és lánya, a szintén festőművész Kinga. 1956-ban disszidált Olaszországba bátyjával, Jánossal, ahonnan 1963-ban tért haza.

### Sportkarrierje
Huszonegy évesen kezdett vitorlázni másik bátyja, Balázs legénységeként 1970-ig. 1963-ban az első évben egy öreg, tízéves  német holdorf hajóval a harmadik helyen végeztek a Magyar Bajnokságon ahol akkoriban nagy hatvanas mezőnyök voltak mivel sok német járt a Balatonra vitorlázni. Ezután a BKV Előre nagy hollandi-fejlesztésbe kezdett és rövidesen egy komoly hollandis klub lett. Ennek köszönhetően Bence és testvére egy új Bob-Hore hajót kapott és ezután három évig nyerték a bajnokságokat. Később szétültek testvérével, kormányos lett és ötszörös magyar bajnokká koronázták repülő hollandiban. Aztán elkezdett nagyhajózni, és nyert a 30-as cirkáló és a Yacht osztályban is bajnokságot. Ezüst- és bronzérmes volt a Kékszalagon, és az 1972-es müncheni olimpián a magyar küldöttség tagjaként a tizenhatodik helyen végzett.
2011. június 18-án, egy balatoni vitorlásversenyen rosszul lett, Csopak közelében, és a gyors segítségnyújtás ellenére életét már nem tudták megmenteni. A balatonfüredi Köztemetőben helyezték örök nyugalomra.